# Định lý Carnot (hình học)
Trong lĩnh vực hình học phẳng, định lý Carnot đặt tên theo Lazare Carnot (1753–1823). Có 4 định lý được đặt tên là định lý Carnot. Định lý thứ nhất nói về tổng khoảng cách từ tâm đường tròn ngoại tiếp đến ba cạnh tam giác. Định lý thứ hai nói về điều kiện cần và đủ để ba đường thẳng vuông góc với ba cạnh tam giác đồng quy, còn gọi là định lý Carnot về tam giác hình chiếu. Định lý thứ ba nói về điều kiện cần và đủ để sáu điểm trên một cạnh của tam giác nằm trên một đường conic gọi là định lý Carnot về đường conic. Định lý thứ tư là một mở rộng định lý đường thẳng Simson.

## Định lý Carnot về tổng khoảng cách tâm ngoại tiếp đến ba cạnh tam giác

Định lý Carnot này khẳng định tổng khoảng cách có hướng 'từ tâm đường tròn ngoại tiếp đến ba cạnh tam giác sẽ bằng tổng bán kính của đường tròn nội tiếp cộng ngoại tiếp.
Với các ký hiệu như hình vẽ:
{\displaystyle DF+DG+DH=R+r,\ }
Trong đó r là bán kính đường tròn nội tiếp và R là bán kính đường tròn ngoại tiếp của tam giác. Khoảng cách có dấu được hiểu như sau DX (X = F, G, H) sẽ mang dấu âm khi và chỉ khi nó nằm hoàn toàn bên ngoài tam giác. Trong hình vẽ DF mang dấu âm DG và DH mang dấu dương.
Định lý trên được sử dụng để chứng minh định lý Nhật Bản về tứ giác nội tiếp.

## Định lý Carnot về tam giác hình chiếu

Ngoài ra còn có định lý hình học nổi tiếng khác đặt theo tên Carnot là định lý về điều kiện để ba đường thẳng vuông góc với ba cạnh tam giác đồng quy. Định lý này phát biểu như sau: Gọi L,M,N lần lượt là ba điểm nằm trên ba cạnh BC,CA,AB của tam giác, khi đó ba đường thẳng qua L,M,N tương ứng và vuông góc với ba cạnh BC,CA,AB đồng quy khi và chỉ khi:
{\displaystyle AN^{2}+BL^{2}+CM^{2}=NB^{2}+LC^{2}+MA^{2}}

## Định lý Carnot về đường conic
Nội dung định lý như sau: Cho tam giác {\displaystyle ABC}, các điểm {\displaystyle A_{1},A_{2}} trên cạnh {\displaystyle BC}; các điểm {\displaystyle B_{1},B_{2}} trên cạnh {\displaystyle CA}; các điểm {\displaystyle C_{1},C_{2}} trên cạnh {\displaystyle BC}. Khi đó sáu điểm {\displaystyle A_{1},A_{2},B_{1},B_{2},C_{1},C_{2}} nằm trên một conic nếu và chỉ nếu:
{\displaystyle {\frac {\overline {A_{1}B}}{\overline {A_{1}C}}}.{\frac {\overline {A_{2}C}}{\overline {A_{2}B}}}.{\frac {\overline {B_{1}C}}{\overline {B_{1}A}}}.{\frac {\overline {B_{2}A}}{\overline {B_{2}C}}}.{\frac {\overline {C_{1}A}}{\overline {C_{1}B}}}.{\frac {\overline {C_{2}B}}{\overline {C_{2}A}}}=1}
Định lý Carnot cho đường conic là mở rộng định lý Menelaus. Định lý cũng đúng trong trường hợp một đường bậc cao cắt các cạnh của một tam giác. Định lý Carnot tiếp tục được mở rộng cho các đường bậc cao cắt các cạnh của một đa giác bất kỳ, cụ thể như sau:
Cho một đa giác {\displaystyle A_{1}A_{2}....A_{n}}, cho {\displaystyle m} điểm {\displaystyle B_{ij}} nằm trên cạnh {\displaystyle A_{i}A_{i+1}} với {\displaystyle j=1,2,....,m}. Khi đó {\displaystyle m.n} điểm {\displaystyle B_{ij}} với {\displaystyle i=1,2,3,...,n} and {\displaystyle j=1,2,...,m} nằm trên một đường cong bậc {\displaystyle m} suy ra: 
{\displaystyle \prod _{i=1}^{n}\prod _{j=1}^{m}{\frac {\overline {B_{ij}A_{i}}}{\overline {B_{ij}A_{i+1}}}}=1}
Trong đó {\displaystyle A_{m+1}=A_{1}}

## Định lý Carnot mở rộng định lý Simson

Định lý Carnot(mở rộng định lý Simson)

Chân của một điểm nằm trên đường tròn ngoại tiếp tam giác xuống ba cạnh của tam giác thẳng hàng khi và chỉ khi các góc này bằng nhau.<ref>F. G.-M., Exercise de Géométrie, Éditions Jacques Gabay,